# Verlaufsform
Die Verlaufsform ist eine grammatische Konstruktion aus einem Hilfsverb und einer infiniten oder nominalen Verbform (oft noch in einen Präpositionalausdruck eingebettet) und bezeichnet ein ausgedehntes Ereignis, das zum betreffenden Zeitpunkt noch nicht abgeschlossen ist. Eine typische Verwendung ist auch, dass ein Verb in der Verlaufsform einen zeitlichen Rahmen liefert, in den ein zweites, eventuell punktuelles Ereignis fällt.
Die Verlaufsform wird, vor allem in der Sprachwissenschaft, auch als Progressiv-Form bezeichnet. Im engeren Sinn ist Progressiv allerdings die Bezeichnung für eine semantische Kategorie, die die Interpretation der Verlaufsform darstellt, aber auch als Interpretation anderer Verbformen auftreten kann. Das Progressiv ordnet sich damit in eine Familie von Formen des imperfektiven Aspekts ein. Im Gegensatz zu Aspektformen von Verben kann die Verlaufsform jedoch schwächer grammatisiert sein. In Sprachen wie dem Englischen ist sie jedoch Teil der grammatischen Kategorie des Aspekts.

## Verlaufsformen im Deutschen

### Gegenwartsdeutsch
In der deutschen Sprache bzw. einzelnen Dialekten existieren verschiedene Möglichkeiten, die Verlaufsform auszudrücken. Die Formen unterscheiden sich teilweise stark hinsichtlich grammatischer / semantischer Beschränkungen. Die beim- und im-Formen dominieren das Geschriebene, während die am-Form (noch) überwiegend im Gesprochenen gebraucht wird.
Verlaufsform mit „beim“

Die Verlaufsform wird mit sein + beim + substantivierter Infinitiv gebildet.
- „Ich bin beim Essen.“
- „Ich bin beim Lesen.“

Einschränkungen gibt es beispielsweise bei 0-wertigen Verben; das Passiv ist zumindest fragwürdig:
- „Es ist beim Regnen.“
- „Der Hund ist beim Gestreichelt-Werden.“

Verlaufsform mit „im“

Gebildet wird die im-Form mit sein + im + substantivierter Infinitiv.
- „Ich bin im Weggehen.“

Diese Form unterliegt jedoch starken Beschränkungen:
- „Ich bin im Nachdenken.“
- „Die Pflanze ist im Wachsen.“
- „Es ist im Regnen.“

Verlaufsform mit „am“
Die Verlaufsform mit „am“ wird gebildet durch sein + am + substantivierter Infinitiv und wird mittlerweile in der Forschung als am-Progressiv bezeichnet; verschiedene Forschungsbeiträge gehen davon aus, dass die Verlaufsform mit am in der deutschen Sprache weitaus stärker grammatikalisiert ist als bisher angenommen. Es wird vermutet, dass sich der verwendete Infinitiv von einer substantivierten zu einer verbalen Einheit entwickelt und stärker zur Kleinschreibung tendiert („er ist am lesen“). Eine sehr ähnliche Form gilt im eng mit dem Deutschen verwandten Niederländischen sogar als hochsprachlich (Hij is aan het lezen). Sie erscheint auch im nahe mit dem Niederländischen verwandten Plattdeutsch.
Beispiele sind:
- „Ich bin am Nachdenken.“
- „Es ist am Regnen.“
- „Die Pflanze ist am Wachsen und Gedeihen.“

Da diese Verlaufsform aus süd- und westdeutschen Dialekten stammt, werden nicht alle Beispiele von der Sprechergemeinschaft gleichermaßen akzeptiert. Vor allem höhere Valenzen stoßen außerhalb der Dialekte mit der stärksten Akzeptanz (etwa Rheinländisch) tendenziell noch auf Ablehnung:
- „Ich bin meiner Mutter einen Brief über meine Geldsorgen am Schreiben.“

Verlaufsform mit „tun“
In einigen Dialekten, zum Beispiel im Südbairischen und Hessischen, kann „tun“ eine Verlaufsform ausdrücken: tun + Infinitiv, es entsteht eine Verbindung von „tun“ mit einem reinen Infinitiv in Sätzen wie „Sie tut gerade reden“ oder „Wir tun einkaufen“. Die gleiche Form ist in limburgischen und ripuarischen Sprachen ebenfalls beheimatet, wo sie meist grundsätzlichere und längerdauernde Verhältnisse beschreibt als die am-Verlaufsform, womit sie eine gewisse Nähe zu der gleichen Konstruktion in Norddeutschland, im Jütischen und Dänischen, sowie den Verstärkungen im Altenglischen und Englischen aufweist.
Beschränkungen ergeben sich dann aus dem Gebrauch im jeweiligen Dialekt – ist „tun“ wie im Südbairisch für einen kürzeren bzw. allgemeinen Verlauf zulässig, ist „Er tut lesen“ zulässig, in einem Dialekt, in dem „tun“ einen längeren Verlauf ausdrückt, hingegen nicht. Das Verb tun ist dabei eine überflüssige Erweiterung des Prädikats. Diese Verwendung gilt in der Standardsprache nicht als korrekt.
Lexikalische Elemente
Der Verlauf eines Ereignisses kann zudem auf der lexikalischen Ebene ausgedrückt werden. Dies ist häufig, da die grammatikalisierten Konstruktionen, anders als etwa im Englischen, in der deutschen Sprache nicht verpflichtend sind. Typische Beispiele sind:
- „Es regnet gerade.“
- „Ich arbeite schon den ganzen Tag.“
- „Ich räume nebenher auf.“

Teilweise kommt es zu Verknüpfungen mit syntaktisch ausgedrückten Verlaufsformen:
- „Ich bin gerade dabei, die Tür aufzuschließen.“
- „Ich bin momentan noch am Überlegen.“

Absentiv
Der Absentiv stellt eine eigenständige Konstruktion dar, die jedoch einen Verlauf impliziert. Der Gebrauch des Absentivs und anderer, syntaktisch gebildeter Verlaufsformen schließen sich gegenseitig aus, da sich die Konstruktion – sein + Infinitiv – nur durch die Abwesenheit von etwa im, am oder beim von anderen Verlaufsformen unterscheidet.

### Mittelhochdeutsch
Das Mittelhochdeutsche verfügte über eine heute noch verständliche, mit sein + Partizip Präsens gebildete Verlaufsform:
- „Mit wazzer ist er gebende diese clarheit, edel und so reine.“[5]
- Vgl. dazu Neuhochdeutsch mit Partizip: „Mit Wasser ist er die Klarheit gebend.“
- Vgl. dazu Neuhochdeutsch mit am-Progressiv: „Mit Wasser ist er die Klarheit am Geben.“

Die Verlaufsform verlor zunächst vereinzelt die Endung des Partizip Präsens, starb jedoch im Verlaufe des 16. Jahrhunderts vermutlich gänzlich aus. Die abgeschliffene Konstruktion ist formgleich mit dem zuvor erwähnten Absentiv, es ist in der Forschung jedoch noch nicht geklärt, ob der Absentiv auf das mittelhochdeutsche Progressiv zurückgeht oder neu gebildet wurde.

## Verlaufsformen in verschiedenen Sprachen
Im Englischen wird die Verlaufsform mit dem Hilfsverb be in Verbindung mit einem Partizip gebildet, zum Beispiel: He is reading. („Er liest gerade“). Anders als in der deutschen Sprache ist es verpflichtend, diese in einem entsprechenden Zusammenhang zu verwenden. Eine ähnliche Bildung findet man auch im Baskischen.
Im Italienischen wird die Verlaufsform mit dem Hilfsverb stare in Verbindung mit dem Gerundium verwendet: L’uomo sta correndo („Der Mann rennt gerade“). Allmähliche Entwicklungen oder ständige Wiederholungen eines Vorgangs hingegen werden mit dem Gerundium + andare ausgedrückt: Andava dicendo sciocchezze („Er sagte ständig dummes Zeug“); Handlungen in ihrem Verlauf mit Gerundium + venire Mi vengo sempre più persuadendo che … („Ich komme immer mehr zu der Überzeugung, dass …“)
Entsprechende Konstruktionen mit estar oder andar und dem Gerundium, gerundio werden auch im Spanischen sowie im brasilianischen Portugiesisch verwendet: El hombre está corriendo (spanisch) bzw. O homem está correndo (portugiesisch). Im europäischen Portugiesisch wird das Gerundium durch die Konstruktion a + Infinitiv ersetzt: O homem está a correr.
Im Französischen existiert auch eine Verlaufsform; sie wird aus être en train de faire qc gebildet. Wortwörtlich übersetzt heißt dies: „Im Zug sein etwas zu tun“, wobei das être in Abhängigkeit vom Subjekt konjugiert wird und das faire (machen) sich durch ein anderes Verb im Infinitiv ersetzen lässt, z. B.: Je suis en train d’écrire.
In den keltischen Sprachen, z. B. im Bretonischen und Irischen, tritt ein Hilfsverb in der Bedeutung sein mit einer Präposition und dem Verbalnomen auf, zum Beispiel irisch Tá sé ag léamh an leabhair. („Er liest gerade das Buch.“; wörtl.: „Ist er bei Lesen des Buches.“).
Auch das Japanische verwendet eine analoge Konstruktion: Hier wird die te-Form des Verbs mit いる iru („da sein“, „existieren“) als Hilfsverb verbunden, z. B.: 彼は本を読んでいる。 Kare wa hon o yonde iru. („Er liest gerade ein Buch.“).
Im Litauischen werden spezielle (progressive) Partizipien verwendet, zum Beispiel jis buvo bemiegąs („er schlief“, vgl. die finite Form jis miega/miegojo „er schläft/schlief“ bzw. jis yra/buvo miegojęs e„r hat/hatte geschlafen“), im Präsens ist diese Konstruktion jedoch mundartnah: aš esu beskaitąs („ich lese“; wörtlich „ich bin ein Lesender“).
Im Quechua drückt das Infix -chka- die Verlaufsform aus: Taytanmantam rimachkan („Er spricht gerade von seinem Vater“) gegenüber Runasimitam riman („Er spricht Quechua“). Im Kichwa dient hierzu dagegen das Infix -ku-: Paypak taytamantami rimakun bzw. Runashimitami riman.